# گورستان عاشقان
قبرستان عاشقان مربوط به اواخر دوره تیموریان تا دوره قاجار است و در شهرستان مشهد، بخش مرکزی، دهستان طوس، ۱۵۰ متری شمال غرب روستای عاشقان واقع شده که در آن سنگ قبرهای صندوقی با حجاری‌های مذهبی و همچنین سنگ مزار محرابی وجود دارد. این اثر در تاریخ ۲۷ اسفند ۱۳۸۶ با شمارهٔ ثبت ۲۲۲۹۷ به‌عنوان یکی از آثار ملی ایران به ثبت رسیده است.